# جو بلوشل
جو بلوشل (انگلیسی: Joe Blochel؛ زادهٔ ۳ مارس ۱۹۶۲) بازیکن فوتبال اهل بریتانیا است.
از باشگاه‌هایی که در آن بازی کرده است می‌توان به باشگاه فوتبال ساوت‌همپتون، باشگاه فوتبال وایکام واندررز، و باشگاه فوتبال ویمبلدون اشاره کرد.